# Juneyao Airlines
A Juneyao Airlines é uma companhia aérea da China.

## Frota

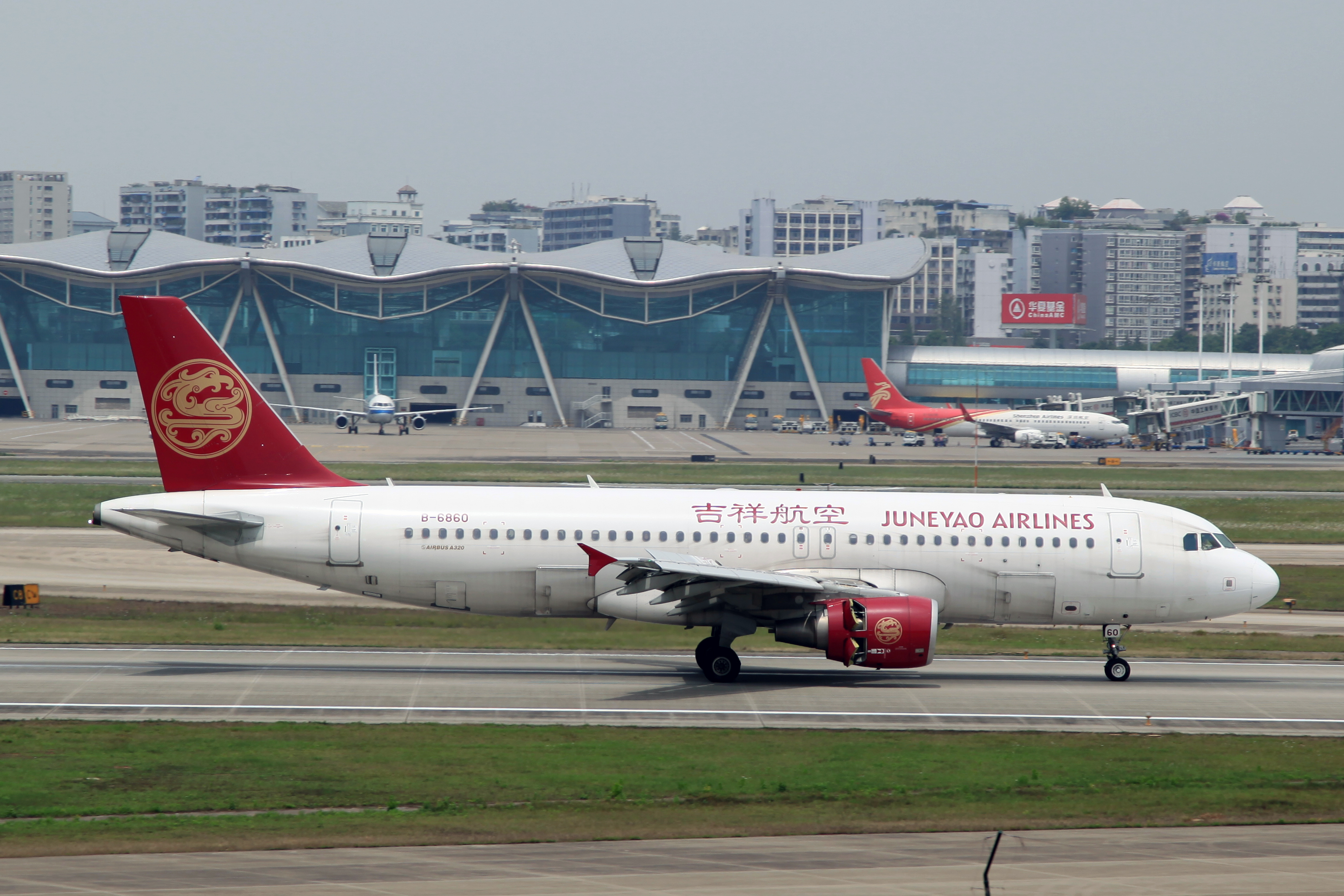
Airbus A320 da Juneyao Airlines.

Em outubro de 2017.
- 41 Airbus A320-200
- 25 Airbus A321-200